# Uelenbeck
Die Uelenbeck ist ein gut zweihundert Meter langer, nordnordwestlicher und rechter Nebenfluss der Wupper, die hier im Oberlauf Wipper genannt wird. 

## Name
Uelenbeck ist eine Form von Eulenbeck, Eulenbach.

## Verlauf
Der Bach entspringt auf 393 m Höhe östlich des Marienheider Ortsteils Griemeringhausen und fließt in südöstlicher Richtung durch die Flur In der Uelenbeck zur Wipper, wo er nach 230 Meter bei der Flur Hammerwiese auf 378 m Höhe mündet.

## Naturschutzgebiet
Der Lauf des Bachs liegt vollständig im 21 Hektar großen Naturschutzgebiet Wipperaue Eulenbecke (Kennung: GM-077, CDDA-Code: 344819). Die Unterschutzstellung erfolgte unter anderem aufgrund der Erhaltung und Entwicklung naturnaher Bach- und Auenlebensräume mit Erlenauwäldern und Nassgrünlandbrachen. 

## Wirtschaft
Der Bereich um die Mündung der Uelenbeck war vom 12. bis zum 16. Jahrhundert ein regionales Zentrum der Eisenverhüttung. Elf Massenhütten wurden in dem Raum bei Grabungen 1986 nachgewiesen. Zahlreiche Erdstrukturen und Schlackehalden sind noch heute dort auszumachen.